# Plectrone negricola
Plectrone negricola är en skalbaggsart som beskrevs av Jan Krikken 1978. Plectrone negricola ingår i släktet Plectrone och familjen Cetoniidae. Inga underarter finns listade i Catalogue of Life.